# Podagrion insulare
Podagrion insulare is een vliesvleugelig insect uit de familie Torymidae. De wetenschappelijke naam is voor het eerst geldig gepubliceerd in 1847 door Walker.